# Pauselijk Comité voor de Geschiedwetenschappen
Het Pauselijk Comité voor de Geschiedwetenschappen (Italiaans: Pontificio Comitato di Scienze Storiche) is een instelling van de Romeinse Curie. Het comité werd in 1954 op last van paus Pius XII opgericht en is - in zekere zin - de opvolger van de Commissie van Kardinalen voor de bestudering van de Geschiedenis, die in 1883 door paus Leo XIII - met de openstelling van de Geheime Archieven - werd opgericht.
Het Comité houdt zich bezig met de kerkgeschiedenis in de breedste zin van het woord. Lopende projecten van het Comité zijn:
- Het bijscholen van kerkhistorici werkzaam op - met name de Italiaanse - seminaries, door het organiseren van colloquia, congressen en cursussen;
- Het actualiseren van de historische gegevens in het Annuario Pontificio;
- Het bijwerken en actualiseren van het Martyrologium;
- Het samenstellen van een corpus van teksten die betrekking hebben op het leergezag;
- Het bevorderen van kennis van de hulpwetenschappen van de kerkgeschiedenis, zoals met name het Grieks en Latijn.

President van het Comité is sinds 2009 de Fransman Bernard Ardura, O.Praem. Zijn voorganger Walter Brandmüller, werd in 2010 door paus Benedictus XVI kardinaal gecreëerd.